# Eugène Siberdt
Eugène François Joseph Siberdt (Antuérpia, 21 de abril de 1851 – Antuérpia, 6 de janeiro de 1931) foi um pintor academicista e romântico belga. Criava retratos, pinturas históricas, cenas de gênero e orientalismos. Foi professor de desenho na Academia Real de Belas-Artes da Antuérpia, onde entrou em conflito com Vincent van Gogh, levando este a deixar a Academia três meses após o início das aulas.